# Philocelis brueggemanni
Philocelis brueggemanni är en plattmaskart som beskrevs av Hooge och Tyler 2003. Philocelis brueggemanni ingår i släktet Philocelis och familjen Otocelididae. Inga underarter finns listade i Catalogue of Life.